# Petráveč
Petráveč település Csehországban, a Žďár nad Sázavou-i járásban. Petráveč Velké Meziříčí, Jabloňov, Dolní Heřmanice és Osové településekkel határos. Lakosainak száma 305 fő (2024. január 1.).

## Népesség
A település lakosságának változását az alábbi diagram mutatja:
| Lakosok száma | 109  | 153  | 134  | 112  | 146  | 171  | 222  | 259  | 295  | 305  |
|               | 1869 | 1900 | 1921 | 1961 | 1980 | 2011 | 2016 | 2019 | 2021 | 2024 |